# Jean-Baptiste Prat
Jean-Baptiste Prat, dit John Pratt (20 juillet 1812 - 22 juillet 1876) était un homme d'affaires, un financier et un industriel canadien. Président de la Banque du Peuple, il était à l'époque l'un des hommes les plus riches de son pays.